# Casegas e Ourondo
Casegas e Ourondo (oficialmente: União das Freguesias de Casegas e Ourondo) é uma freguesia portuguesa do município da Covilhã, com 48,25 km² de área e 598 habitantes (censo de 2021). A sua densidade populacional é 12,4 hab./km².

## História
Foi constituída em 2013, no âmbito de uma reforma administrativa nacional, pela agregação das antigas freguesias de Casegas e Ourondo e tem a sede em Casegas.

## Demografia
A população registada nos censos foi:
| Distribuição da População por Grupos Etários | Distribuição da População por Grupos Etários | Distribuição da População por Grupos Etários | Distribuição da População por Grupos Etários | Distribuição da População por Grupos Etários | Distribuição da População por Grupos Etários |
| -------------------------------------------- | -------------------------------------------- | -------------------------------------------- | -------------------------------------------- | -------------------------------------------- | -------------------------------------------- |
| Antes da agregação                           |                                              |                                              |                                              |                                              |                                              |
| Ano                                          | 0-14 anos                                    | 15-24 anos                                   | 25-64 anos                                   | >= 65 anos                                   | Total                                        |
| 2001                                         | 139                                          | 113                                          | 470                                          | 395                                          | 1117                                         |
| 2011                                         | 60                                           | 56                                           | 340                                          | 341                                          | 797                                          |
| Após a agregação                             |                                              |                                              |                                              |                                              |                                              |
| Ano                                          | 0-14 anos                                    | 15-24 anos                                   | 25-64 anos                                   | >= 65 anos                                   | Total                                        |
| 2021                                         | 28                                           | 33                                           | 246                                          | 291                                          | 598                                          |